# Dameon Pierce
Dameon Pierce (Bainbridge, 19 febbraio 2000) è un giocatore di football americano statunitense che milita nel ruolo di running back per gli Houston Texans della National Football League (NFL).

## Carriera universitaria
Dopo aver frequentato la Bainbridge High School a Bainbridge, Georgia, studiò presso l'Università della Florida, dove militò per i Florida Gators. Al termine della carriera universitaria fece registrare un bilancio di 5,5 yard corse a tentativo, con 23 touchdown su corsa.

## Carriera professionistica

### Houston Texans
Pierce fu scelto nel corso del quarto giro dei Draft NFL 2022 come 107ª scelta assoluta dagli Houston Texans. Debuttò come professionista partendo come titolare nella gara pareggiata del primo turno contro gli Indianapolis Colts correndo 11 volte per 33 yard. Nella settimana 3 contro i Chicago Bears segnò il suo primo touchdown su corsa. Nel turno successivo corse 131 yard, di cui 75 su una corsa conclusasi con un touchdown. Nella settimana 5 fu decisivo nella prima vittoria stagionale di Houston con 99 yard corse e l'unico touchdown della partita nel 13-6 sui Jacksonville Jaguars. La sua stagione da rookie si chiuse con 939 yard yard, 4 touchdown su corsa e uno su ricezione in 13 presenze, tutte come titolare.
Nell'ultimo turno della stagione 2024, Pierce corse un nuovo primato personale di 176 yard e segnò un touchdown da 92 yard (la corsa più lunga di tutta la NFL quell'anno) nella vittoria sui Tennessee Titans.